# Partito Bermuda Unite
Il Partito Bermuda Unite (United Bermuda Party, UBP) è un partito politico di Bermuda.
UBP è un partito centrista, che venne fondato nel 1964, da ventiquattro deputati del Partito Laburista Progressista (PLP) guidati da sir Henry Tucker. Alle prime elezioni a suffragio universale, nel 1968, l'UBP ottenne 30 seggi su 40 e Tucker divenne il nuovo primo ministro. Dal 1968 al 1998 l'UBP ha vinto otto competizioni elettorali.  Alle elezioni del 1983 e del 1985, l'UBP ottenne ben 31 seggi grazie alla guida di  Sir John Swan, capo del governo dal 1982, e seconda persona di colore a guidare il partito.
Alle elezioni del 2007 l'UBP ottenne il 47,3% dei voti e 14 seggi, venendo supeato dal PLP, che ne conquistò 22.